# Покамтуки
Покамтуки (англ. Pocumtuc) или индейцы Дирфилда (англ. Deerfield Indians) — были известным племенем коренных американцев, первоначально населявших западные регионы современного штата Массачусетс, особенно у слияния рек Дирфилд и Коннектикут, что находятся на территории современного округа Франклин. Их территория включала большую часть нынешних округов Хэмпден и Хэмпшир, а также районы на севере Коннектикута и юге Вермонта. Их основная деревня, известная также как Покумтук, находилась в непосредственной близости от современной деревни Дирфилд, штат Массачусетс.

## Язык
Их язык, ныне вымерший, был R-диалектом алгонкинской языковой семьи, скорее всего, связанной с ваппингерами и близлежащими племенами Махикан (англ. Mahican) в долине реки Гудзон.

## История
Мало что известно о народе покамтук, которые, вероятно, вели полуосёдлый образ жизни, подобный и другим племенам Новой Англии. В этих регионах индейцы занимались земледелием, выращивали кукурузу, бобы, тыквы, охотились на зверей и ловили рыбу в реке Коннектикут, которая служила основным маршрутом для транспортировки улова. Покамтуки были уничтожены в результате межплеменной войны с могущественными ирокезами, которые тогда базировалась на территории современного штата Нью-Йорк, а также эпидемией оспы после контакта с европейцами. У покамтуков не могло быть иммунитета к новому заболеванию и они страдали от высокой смертности. Кроме того, они потеряли многих членов племени из-за участия в войнах между голландцами, англичанами, французами и их союзниками из числа коренных народов США.
Покамтуки были первоначально союзниками с племенами тунксисов (англ. Tunxis) и наррагансеттов (англ. Narragansett), которые воевали против племён вождя Ункаса (англ. Uncas) — мохеганов (англ. Mohegan) и пекотов (англ. Pequot). Все эти племена объединились против английских колонистов вместе с индейцами вампаноаг (англ. Wampanoag) в войне Короля Филиппа.
В конце войны многие покамтуки и нипмуки (англ. Nipmuc), а также другие племена бежали в деревни на реке Гудзон. Они оставались там до начала Семилетней войны в 1754 году, когда большинство из них присоединились к абенакам (англ. Abenaki), которые перешли в районы Сен-Франсуа-дю-Лак, Квебек или двинулись дальше на запад. Небольшие группы оставались в штате Массачусетс ещё в 19 века, но большинство бежали на север или утратили свою племенную идентичность из-за смешанных браков с другими племенами и поселенцами. Многие из сегодняшних абенаков из Нью-Гэмпшире, Вермонта и Канады имеют родословную частично связанную с потомками покамтуков.
Среди членов племени покамтук был вождь Ваванотеват (англ. Wawanotewat), более известный как «Грейлок». Этот известный воин продолжал вести группы воинов в Массачусетс после того, как большинство его последователей покинули штат. Гора Грейлок в Беркшире названа в его честь.

## В литературе
Племя покамтуков упоминается в рассказе Говарда Филлипса Лавкрафта «Ужас Данвича» как вероятные строители каменных кругов на холмах вокруг Данвича.